# Anschau (Gemeinde Bad Traunstein)
Anschau ist ein Weiler in der Marktgemeinde Bad Traunstein im Bezirk Zwettl in Niederösterreich. Die Siedlung zählt zur Katastralgemeinde Schönau Amt.

## Geografie
Westlich befindet sich am Edelbach kurz nach der Mündung des Anschaubaches die Anschaumühle ().

## Geschichte
Die Siedlung entstand nach der Errichtung der Burg Anschau auf dem westlich gelegenen Hausberg (1209 zum ersten Mal als Aneschowe erwähnt). Nach deren Zerstörung Ende des 12. Jahrhunderts blieb sie bestehen, 1624 wird noch die Burgstall Antschau erwähnt.
Im Jahr 1822 wurde der Ort als Dorf mit drei Häusern genannt, das nach Traunstein eingepfarrt war, wohin auch die Kinder eingeschult wurden. Die Herrschaft Rappottenstein besaß die Ortsobrigkeit, übte die Landgerichtsbarkeit aus, besorgte die Konskription und hatte die Grundherrschaft inne. In Folge der Theresianischen Reformen wurde der Ort dem Kreis Ober-Manhartsberg unterstellt und nach dem Umbruch 1848 war er bis 1867 dem Amtsbezirk Ottenschlag zugeteilt.
Nach der Entstehung der Ortsgemeinden 1849 war der Ort als Teil der Katastralgemeinde Schönau ein Teil der Ortsgemeinde Traunstein und ist bis heute ein Teil dieser.

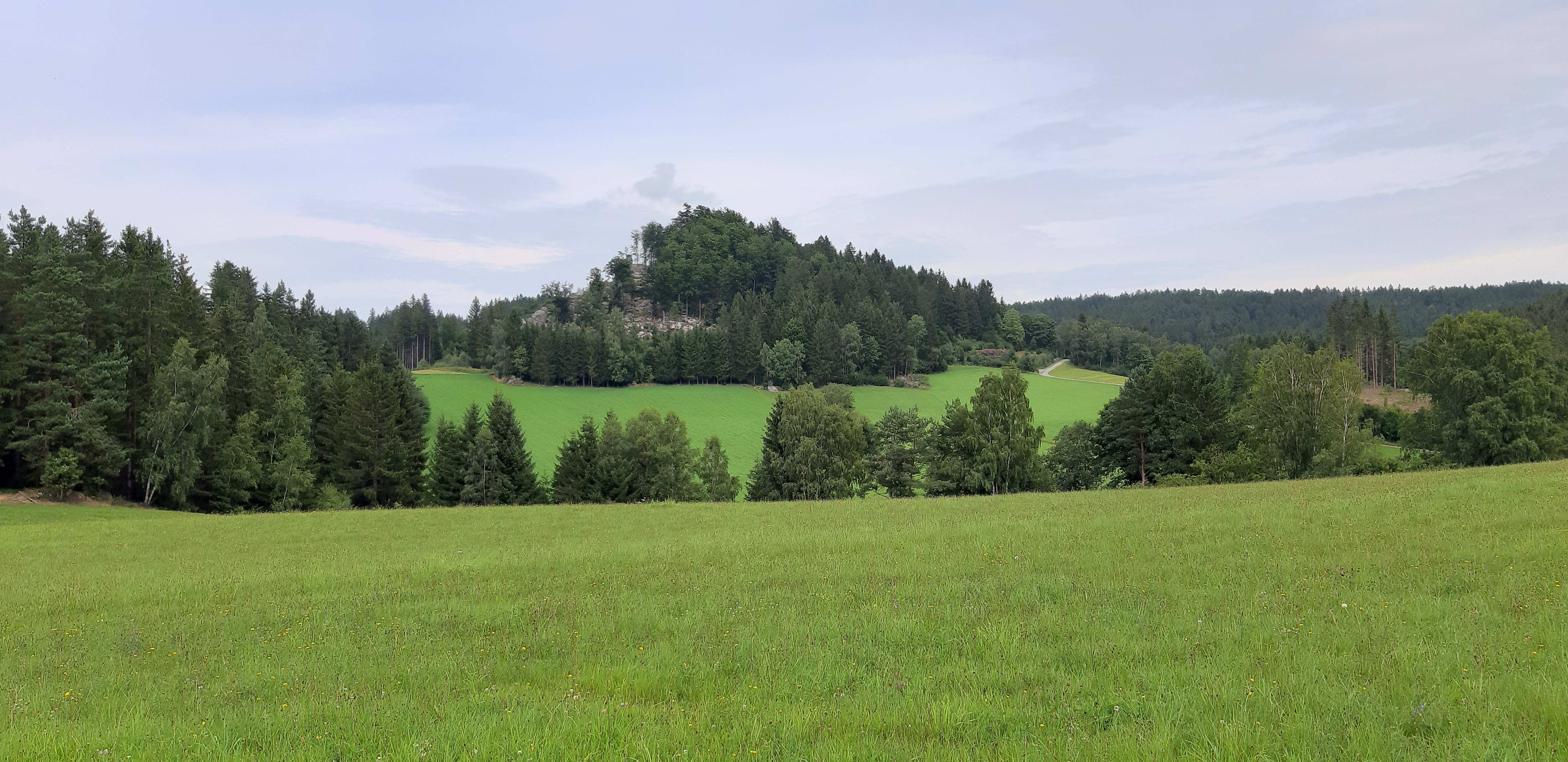
Blick auf das Areal der Burgruine

Laut Adressbuch von Österreich waren im Jahr 1938 in Anschau drei Landwirte ansässig.